# Kopf Herz Arsch
Das Album Kopf Herz Arsch ist das Debütalbum der Rapperin Sookee. Es erschien am 3. Februar 2006 über das Label Springstoff Records. Eine Singleauskopplung erfuhr dieses Album nicht, jedoch wurde zum Titelstück ein Video gedreht. 

## Entstehung
Die Rapperin Sookee ist seit 2003 in der Hip-Hop-Szene tätig. Zunächst war die Platte nur als EP geplant, die sich jedoch zu einem Album entwickelte. 

## Promotion
Im Vorfeld wurde zum Album auf der Website der Künstlerin ein Snippet veröffentlicht, was im Gegensatz zu anderen Pendants keine musikalische Vorschau zum Album darstellt, sondern eine von der Künstlerin gerappte Inhaltsangabe war.

## Musik
Die Beats stammen von Djorkaeff und von AlphaBeatz Musikproduktions. Bei den Stücken 2 bis 8 werden Synthesizer verwendet, während die der übrigen Stücke musikalisch vielfältiger sind. So enthält Synästhäsookee beispielsweise eine orientalische Melodie.

## Themen
Thematisch lässt sich das Album in zwei Teile gliedern. Die Stücke 2 bis 7 sind stilistisch vor allem dem Battle-Rap zuzurechnen, während bei 8 bis 15 das „Storytelling“ überwiegt. 
Das Titelstück Kopf Herz Arsch ist eine Art Selbstcharakterisierung. In Booking sind Pyranja sowie deren Ostblokk-Kollegen Joe Rilla und Dra-Q musikalische Gäste, die Sookee zwei Jahre zuvor kennengelernt hatte. Auf Stilbruch, von dem mit dem Realmix noch eine zweite Version auf dem Album existiert, stellt sie ihre Springstoffkollegen BierPimp, Mad Maks und Chrizzow Flex vor, die ein Stück später (Druck) als Gäste zu Wort kommen. Is dit schön beleuchtet ironisch Rap-Klischees.
In Marvin & Justin geht es um eine Prostituierte. 8ung handelt von Armutsbekämpfung; mit diesem Stück nahm sie am „Beats & Lyrics-Contest“ im Rahmen der Millennium Campaign der UN in Deutschland teil. Einander ist eine Liebeserklärung an ein nicht genanntes Gegenüber. Untitled richtet sich gegen einen Pädophilen.

## Illustration
Das Cover zeigt ein Bild der Rapperin, wobei der Schriftzug ihres Künstlernamens sehr „verschnörkelt“ erscheint. Sowohl auf dem Cover als auch im Booklet ist lila die dominierende Farbe; letzteres ist relativ schlicht und kurz gehalten. Die Fotos stammen von ihrer Schwester, die als Fotografin tätig ist, das Artwork wurde von ihrem Springstoff-Kollegen Mad Maks gestaltet.

## Rezeption
Das Album erhielt tendenziell positive Kritiken. Gelobt wurde, dass es sich innerhalb des Genres aus der Masse hervorhebt. So bescheinigt die Internetseite rap.de dem Album, „einen gewissen Anspruch [zu besitzen], was heutzutage leider viel zu selten der Fall“ sei, und „sich nicht hinter gängigen Klischees“ zu verstecken. cd.baby.com charakterisiert es als „charismatische und professionelle Mischung aus Rap-Songs, die die Hörerschaft zum Denken und Fühlen veranlasst“.